# 민진웅
민진웅(1986년 8월 22일 ~ )은 대한민국의 배우이다.

## 학력
- 단국대학교 법학과 (중퇴)
- 한국예술종합학교 연극원 연기과 (학사)

## 출연 작품

### 영화
- 《보이콧 선언》 (2013년)
- 《패션왕》 (2014년) - 김두치 역
- 《성난 변호사》 (2015년) - 갑수 역
- 《검은 사제들》 (2015년) - 후임경찰 역
- 《동주》 (2016년) - 강처중 역
- 《특별수사: 사형수의 편지》 (2016년) - 구 하사 역
- 《재심》 (2017년) - 오종학 역
- 《박열》 (2017년) - 홍진유 역
- 《7년의 밤》 (2018년) - 준상 역
- 《말모이》 (2019년) - 민우철 역
- 《비밀》 (2023년) - 경태 역
- 《개그맨》 (2024년) - 근성의 방송부 동창 역
- 《바이러스》 (2025년) - 정훈 역

### 드라마
- 《프린스의 왕자》 (웹드라마, 2015년) - 김 차장 역
- 《용팔이》 (SBS, 2015년) - 이상철 역
- 《미세스 캅 2》 (SBS, 2016년) - 남해룡 역
- 《혼술남녀》 (tvN, 2016년) - 민진웅 역
- 《아버지가 이상해》 (KBS2, 2017년) - 변준영 / 이준영 역
- 《KBS 드라마 스페셜 - 까까머리의 연애》 (KBS2, 2017년) - 윤시우 역
- 《저글러스》 (KBS2, 2017년) - 우창수 역
- 《KBS 드라마 스페셜 - 너와 나의 유효기간》 (KBS2, 2018년) - 장형준 역
- 《알함브라 궁전의 추억》 (tvN, 2018년) - 서정훈 역
- 《초콜릿》 (JTBC, 2019년) - 문태현 역
- 《아무도 모른다》 (SBS, 2020년) - 이재홍 역
- 《조선구마사》 (SBS, 2021년) - 잉춘 역
- 《어사와 조이》 (tvN, 2021년) - 육칠 역
- 《내일》 (MBC, 2022년) - 소심남 역
- 《너의 시간 속으로》 (Netflix, 2023년) - 오찬희 / 오찬영 역
- 《웨딩 임파서블》 (tvN, 2024년) - 은택 역

### 예능
- 2017년 2월 8일 MBC 《황금어장 라디오스타》
- 2017년 4월 13일 KBS2 《해피투게더 3》
- 2019년 1월 28일 tvN 《뇌섹시대 문제적 남자》

## 수상 및 후보
| 연도 | 시상식                      | 부문            | 작품            | 결과 |
| ---- | --------------------------- | --------------- | --------------- | ---- |
| 2017 | 제10회 코리아 드라마 어워즈 | 남자 우수연기상 | 아버지가 이상해 | 수상 |
| 2017 | 제54회 대종상               | 신인남우상      | 재심            | 후보 |